# Baetis buceratus
Espèce
Baetis buceratus est une espèce d'insectes de l'ordre des éphéméroptères.

## Caractéristiques physiques
- Nymphe : de 7 à 10 mm pour le corps
- Imago :
  - Corps : ♂ 8 à 9 mm, ♀ 9 à 10 mm
  - Cerques : ♂ 12 à 15 mm, ♀ 11 à 13 mm
  - Ailes : ♂ 8 à 10 mm, ♀ 9 à 11 mm

## Localisation
Baetis buceratus est abondant en Espagne, mais pratiquement absent au-delà de la France méridionale, à l'exception notable du Royaume-Uni.

## Éclosion
Surtout de fin mai à mi-septembre, par petites éclosions bien distinctes.